# Supermassive Games
Supermassive Games ist ein britisches Spielentwicklungsunternehmen mit Sitz in Guildford, Surrey. Seinen bisher größten Erfolg feierte das Unternehmen im Jahr 2015 mit dem Spiel Until Dawn.

## Spiele
| Jahr(e)   | Spiel                                             | Plattformen                                                            |
| --------- | ------------------------------------------------- | ---------------------------------------------------------------------- |
| 2009–2010 | LittleBigPlanet (Herunterladbare Inhalte)         | PlayStation 3                                                          |
| 2010      | Big Match Striker                                 | Microsoft Windows                                                      |
| 2010      | Tumble                                            | PlayStation 3                                                          |
| 2010      | Start the Party!                                  | PlayStation 3                                                          |
| 2010      | Sackboy's Prehistoric Moves                       | PlayStation 3                                                          |
| 2011      | Start the Party! Save the World                   | PlayStation 3                                                          |
| 2011–2012 | LittleBigPlanet 2 (Herunterladbare Inhalte)       | PlayStation 3                                                          |
| 2012      | Doctor Who: The Eternity Clock                    | Microsoft Windows, PlayStation 3, PlayStation Vita                     |
| 2012      | Killzone HD                                       | PlayStation 3                                                          |
| 2013      | LittleBigPlanet PS Vita (Herunterladbare Inhalte) | PlayStation Vita                                                       |
| 2013      | Walking with Dinosaurs                            | PlayStation 3                                                          |
| 2015      | Until Dawn                                        | Microsoft Windows, PlayStation 4, PlayStation 5                        |
| 2016      | Until Dawn: Rush of Blood                         | PlayStation VR                                                         |
| 2016      | Tumble VR                                         | PlayStation VR                                                         |
| 2017      | Hidden Agenda                                     | PlayStation 4                                                          |
| 2017      | The Inpatient                                     | PlayStation VR                                                         |
| 2017      | Bravo Team                                        | PlayStation VR                                                         |
| 2019      | The Dark Pictures Anthology: Man of Medan         | Microsoft Windows, PlayStation 4, Xbox One                             |
| 2020      | The Dark Pictures Anthology: Little Hope          | Microsoft Windows, PlayStation 4, Xbox One                             |
| 2021      | Little Nightmares II Enhanced Edition             | Microsoft Windows, PlayStation 5, Xbox Series                          |
| 2021      | The Dark Pictures Anthology: House of Ashes       | Microsoft Windows, PlayStation 4, PlayStation 5, Xbox One, Xbox Series |
| 2022      | The Quarry                                        | Microsoft Windows, PlayStation 4, PlayStation 5, Xbox One, Xbox Series |
| 2022      | The Dark Pictures Anthology: The Devil in Me      | Microsoft Windows, PlayStation 4, PlayStation 5, Xbox One, Xbox Series |
| 2023      | The Dark Pictures: Switchback VR                  | Playstation VR2                                                        |
| 2024      | The Casting of Frank Stone                        | Microsoft Windows, PlayStation 5, Xbox Series                          |